# 周平剑
周平剑（1971年10月—），湖南武冈人，中华人民共和国外交官，曾任中华人民共和国驻尼日利亚联邦共和国特命全权大使和中华人民共和国驻肯尼亚共和国特命全权大使。

## 生平
周平剑曾任中共灵丘县委副书记、驻肯尼亚大使馆参赞。2013年，任外交部非洲司副司长。2016年9月，出任中华人民共和国驻尼日利亚大使。2020年8月，出任中华人民共和国驻肯尼亚大使。2024年12月，自驻肯尼亚大使离任。2025年3月，任中国人民外交学会副会长。